# 尤斯图斯·冯·李比希

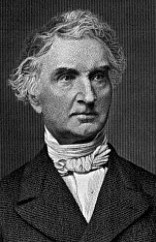
尤斯图斯·冯·李比希

尤斯图斯·冯·李比希男爵（德語：Justus Freiherr von Liebig，1803年5月12日—1873年4月18日）出生于德國黑森-達姆施塔特伯國（黑森州前身）的达姆施塔特，德国化学家，和吉森大学和慕尼黑大学的大学教授。李比希最重要的贡献在于农业和生物化学，他创立了有机化学。通过他的研究亦认识到植物以盐的形式吸收重要的无机养分，创立了现代矿物肥料和农业化学的开端。作为大学教授他发明了现代实验室導向的教学方法，因为这一创新，他被誉为历史上最伟大的化学教育家之一。他发现了氮对于植物营养的重要性，因此也被称为“肥料工业之父”。
他開發了牛肉提取物的製造工藝和現代分析方法，並創立了《利比希化学纪事》（德語：Justus Liebigs Annalen der Chemie）雜誌。 1831年，他與另外兩名研究人員一起發現了麻醉劑氯仿。

## 生平
李比希是一个化学品商人的儿子，他从小就使用父亲的作坊里的药品、香水和清潔劑进行實驗，很早就对化学产生了浓厚的兴趣。他对年市上的艺人做的化学试验也非常感兴趣。他尤其感兴趣的是制作鞭炮，在这个过程中他首次接触到了二價醋酸汞。
李比希一开始在达姆施塔特上中学，但是成绩非常差，被迫中断。他的老师是这样评价他的智力的：“你是一头羊！你连当一个药铺学徒都不行。”此后李比希在黑彭海姆的药铺当学徒的确也没有持续到底，他觉得那里传授的知识不符合他自己的要求。他回到达姆施塔特在他父亲的作坊中做帮手，同时他在大公爵图书馆里通过读书和在作坊中自己做试验自学化学。
通过他父亲的介绍李比希从1819年秋开始在波恩大学学化学。他的导师很快就认识到了他的天才，让他做自己的试验助手。1821年他随他的导师去埃尔朗根大学。在埃尔朗根他开始写他的博士论文《关于矿物化学与植物化学间的关系》。他在那里参加了自由军团，但是也于1822年3月参加了自由主义的学生反对当局的示威。因此他被警察通缉，被迫逃回家乡。他的教授后来出力向黑森-达姆施塔特的大公路德维希一世推荐他，帮助他获得了一份去巴黎索邦大學学习的奖学金。索邦大學是当时化学最领先的欧洲大学。在巴黎李比希的教授有路易斯·盖-吕萨克等著名化学家，并获得了当时最先进的化学讲义。
很快他关于醋酸汞(二价)的工作就引起了著名学者亚历山大·冯·洪堡的注意。在洪堡向黑森大公的推荐下刚刚21岁的李比希于1824年5月成为吉森大学的特殊化学和药学教授。一年后他成为正式教授。一开始他的工作条件非常差：他的薪水很低，他只获得很少的钱来买仪器、化学药剂、煤等等。因此他不得不用自己的钱来购买许多继续的仪器和药物来保证教学的进行。通过他的教学方法他在吉森深受学生的欢迎。
为了改善他的经济状态，他与其他教授从1827年至1833年成立了一个私立药师和技术研究所，在业余时间通过培训药师助手和技术人员挣钱。
他的教学方法、发现和著作很快就使得他在整个欧洲成名。除许多德国学生外还有许多外国学生专门到吉森来听他的课，其中包括84名英国人和18名美国人。为此他于1845年被授予男爵的封号。
1827年塔林大学、1835年哥廷根大学、1839年圣彼得堡、1841年维也纳、1845年伦敦和1851年海德堡的大学均聘请他，但是都被他拒绝了。不过他每次都借助这个机会与黑森的教育部进行谈判，以此来改善他的经济和工作条件。但是巴伐利亚的国王马克西米利安二世亲自致信聘请他，并且亲自召见他，给他看将要建造的新的化学研究所以及旁边的教授住居的计划，并保障他教学和研究自由时，他无法拒绝这个聘请了。从1852年开始他住在慕尼黑。他成为许多德国和外国科学研究组织的通讯成员，并获得多个国家的许多荣誉和勋章。从1859年12月15日至他逝世他任巴伐利亚科学院的主席。1870年慕尼黑授予他名誉市民。
1873年4月18日李比希在慕尼黑因肺炎逝世。4月21日他被葬入慕尼黑森林墓地，许多市民为他送行。此后德国许多城市为他树立了纪念碑，包括慕尼黑、达姆施塔特和吉森。
后来吉森的大学以他命名。
李比希于1826年结婚，他与他的夫人共有五个孩子，其中他的儿子乔治·冯·李比希是一名知名医生和气象学家。遗传学家马克斯·德尔布吕克是他的后代。

## 成就
李比希在吉森最早的工作是研究黑森和巴伐利亚的矿泉水以及使用它们来制盐。他很快就认识到当时的分析技术太慢、太不精确。
通过多年的实践他不断地改善了分析仪器。尤其他于1831年发明的五球瓶以及其它改善大大地加快和简化了分析动植物组织中所包含的基本化学元素的过程。此后他、他的助手和学生研究了上百植物、植物组织、动物器官和产物的组成，并发表了他们的结果。由于在他们之前没有人能够这样精确地、随时可以重复地进行这样的分析，他们实际上奠定了有机化学的基础。
1832年他与他的朋友弗里德里希·维勒一起提出了根理论来解释为什么碳、氢和氧三种元素会有这么多不同的化合物。他还与弗里德里希·维勒一起发现了同分异构体。
李比希在吉森期间最主要的工作内容是帮助农业防止当时时常爆发的饥荒。他的成就被综合在他1840年发表的《有机化学在农业和生理学中的应用》（简称《农业化学》）和1842年发表的《动物化学或者有机化学在生理学和病理学中的应用》两部书中。这两本书当时不但在科学界，而且在整个知识分子阶层获得了巨大的反响。《农业化学》宣传化学肥料的使用并解释了化学肥料对农作物的质量和成果数量的意义。这部书被九次重印，译成34种语言。
从1846年至1849年他与他的英国学生在他的私人实验室里研制可溶的磷肥料。他们研制的产品过磷酸钙今天依然是世界上使用最多的磷肥料。这些肥料在19世纪后半页巨大地提高了收成和食品供应状况。
通过他的研究、他的创新的新教学方法，尤其是试验教学、以及通过他在化学、药学、生理学和农业方面的著作李比希举世闻名，他在吉森的实验室成为各国化学家的圣地。
在慕尼黑李比希住在一座按照他的意愿建的房子里，旁边是他的化学研究所。他虽然依然对学生讲课，但是主要承担讲课和实践任务的是他的助手。
1852年他的一个朋友的女儿在他家里患霍亂，他发明了浓缩肉汁来拯救获得这种急性消化道传染病的方法。一开始只有慕尼黑的一些药店卖浓缩肉汁。但后来有人从李比希手中买来了生产浓缩肉汁的许可并开始在乌拉圭大批生产浓缩肉汁并向全世界推销。一开始他们打算将浓缩肉汁当作穷人食品卖，但是由于其成本比较高、营养丰富，因此后来成为调味品的主要成分。
此外他还发明了银镜子来取代当时常用的对健康有害的水银镜子。不过一开始由于成本问题他的银镜子竞争不过水银镜子。一直到1886年水银镜子因其毒性被禁止后银镜子才开始普及开来。
当时的婴儿唯一的食品是母奶。假如母亲因健康或其它原因没有奶的话婴儿往往被餓死。李比希在长期研究后发明了一种被他成为“婴儿汤”的产品并在报纸上为它作广告。这是今天的幼婴食品的前身。
李比希花了许多时间和精力来研究可以取代烤面包时使用的容易变坏的酵母的方法，他与他的美国学生通过实验发明了今天被称为发粉的产品。
在他生活的最后阶段里李比希主要研究发酵的生理学，他的化学理论与法国微生物学家路易·巴斯德的理论针锋相对。李比希认为发酵是一个无菌的化学过程，而巴斯德则认为发酵只有在有微生物参加才能进行。后来的研究证明两人均有道理，发酵即有微生物导致的（比如酿酒的发酵），也有没有微生物导致的。

### 李比希最重要的发现
| 根理论         | 矿物肥料 |
| 同分异构体     | 浓缩肉汁 |
| 五球瓶（）     | 银镜子   |
| 过磷酸钙       | 铁镍合金 |
| 氯仿和三氯乙醛 | 发粉     |
| 苯三酚         | 幼婴食品 |

一些带李比希名字的规则或者仪器如李比希氏冷凝器实际上是在李比希之前就已经发现和发明的，它们只不过是因李比希而普及而已。

## 影响
李比希是19世纪最著名和最有成果的化学家，是有机化学、农业化学和营养生理学的奠基人。
通过他的写作他对化学的发展的影响非常大。从1831年开始他与汉瑞默克一起编辑出版一份重要的化学和药学年报。
他与他人一起出版了一本化学手册和一本有机化学手册。他还发表了许多关于改善农业操作的书籍。
1840年他发表了他最重要的关于农业化学的书。为了普及化学知识，他从1841年开始不定期地在《奥格斯堡汇报》上发表科普性的、名为《化学邮件》的小文，获得很大欢迎。
李比希是第一个将试验引入自然科学教学的人。通过他的研究他改善了化学中的分析方法，使得化学成为一门精确的学术。在最早的60名诺贝尔化学奖获得者中有42人是他的学生的学生。